# Ермон
Хермон, Джебел еш Шейх или Ермон (на арабски: جبل الشيخ — Дже́бел еш Шейх, букв. «планина на шейха»; на иврит: הר חרמון — Хермо́н; происхожда вероятно от харем — «затворен») е планински масив в Сирия и Ливан, като образува обособената южна, най-висока част на планината Антиливан. Простира се от североизток на югозапад на протежение около 40 km. На северозапад дълбоката долина Бекаа я отделя от планината Ливан, а на  югоизток чрез полегати склонове се спуска към Сирийската пустиня. Максимална височина връх Хермон (Еш Шейх 2813 m), най-високата точка на Сирия. Изградена е предимно от варовици и пясъчници и покрита със субтропични гори и храсти. От нея води началото си река река Йордан и десният ѝ приток Ал Хасбани.

## В културата
Еврейското туристическо дружество във Варна през 1924 г. носи названието "Хермон".